# برناردو آلفونسل
برناردو آلفونسل (اسپانیایی: Bernardo Alfonsel‎؛ زادهٔ ۲۴ فوریهٔ ۱۹۵۴) دوچرخه‌سوار اهل اسپانیا است. وی در  بازی‌های المپیک تابستانی ۱۹۷۶ شرکت کرده است.